# Ole Jacobsen (komponist)
 For andre ved navn Ole Jacobsen, se Ole Jacobsen. (Se også artikler, som begynder med Ole Jacobsen)
Ole Jacobsen (27. marts 1849 i Ordrup – 31. januar 1921 smst) var en dansk skolebestyrer og komponist til sangen "Den lille Ole med paraplyen".

## Baggrund
Ole Jacobsen var bestyrer på Ordrup Privatskole nord for København.

## Den lille Ole med paraplyen
Det siges at Peter Lemche efter en middag i 1873 så sin ven skolebestyrer Ole Jacobsen stå med sin paraply under armen. Inspireret af synet digtede Lemche spontant et vers om sin ven. Efterfølgende tilføjede Peter Lemche de resterende vers, og Ole Jacobsen skrev melodien.[kilde mangler]

Den lille Ole med paraplyen

Tekst: Peter Lemche, 1873

Melodi: Ole Jacobsen, 1873

Den lille Ole med paraplyen,

ham kender alle småfolk i byen,

hver lille pige, hver lille dreng,

han lægger sødt i sin lille seng.

Så vil han ud paraplyen brede

og uskylds hygge om lejet sprede,

da vil i drømme den lille fyr

fortælle dejlige eventyr.

Han vil fortælle om stjerner klare,

og om den dejlige engleskare,

og om den yndige lille fe,

som alle børn vil så gerne se.

Og har om dagen de artig’ været,

og kærlig fader og moder æret,

da kan så glade til sengs de gå,

og drømme smukt om Guds engle små.

Og når om morgenen solen skinner,

da vågner de med små røde kinder,

og takke Gud for, hvad de har drømt,

og kysse fader og moder ømt.